# A5526K
A5526K（えーごーごーにーろくけー）は京セラが、auブランドを展開するKDDIおよび沖縄セルラー電話向けに製造したCDMA 1X（後のau 3G）対応の携帯電話である。

## 特徴
京セラ製機種では一般的な、スリムケータイで、厚さ約14.7mm（最厚部約16.8mm）となっており、ベースとなったW44Kよりも薄くなっている。この薄い本体ながら、EZ FMや外部メモリを搭載している。
また、「かんたんモード」に対応するほか、「でか文字」「でか受話音」「でか着信音」「でかバイブ」「でか時計」「でかアラーム」の"でか" 機能と大きなメニュー「でかメニュー」、大きなピクト「でかピクト」にも対応している。また、キーには押しやすく文字が見やすい、「フレームレスキー」を採用している。ただし、「フレンドリーデザイン」には対応していない。
SAR値は0.212W/kgで、他機種と比べると比較的低い部類に入る。

## 沿革
- 2007年（平成19年）5月22日 - KDDI、および京セラより公式発表。
- 2007年5月31日 - 北陸、九州地区にて発売。
- 2007年6月1日 - 北海道、東北、関東、中部、四国、沖縄地区にて発売。
- 2007年6月2日 - 関西、中国地区にて発売。
- 2008年（平成20年）3月 - 販売終了。
- 2012年（平成24年）7月22日 - L800MHz（旧800MHz帯・CDMA Band-Class 3）帯による音声・通信の各サービスの停波によりそれ以降この機種は使用不可能となる。